# Chiasmocleis centralis
Chiasmocleis centralis es una especie  de anfibios de la familia Microhylidae.

## Distribución geográfica
Se encuentra en Brasil.